# Tschornomyn
Tschornomyn (ukrainisch Чорномин; russisch Черномин Tschernomin, polnisch Czarnomin) ist ein Dorf im Süden der ukrainischen Oblast Winnyzja mit etwa 1200 Einwohnern (2015).

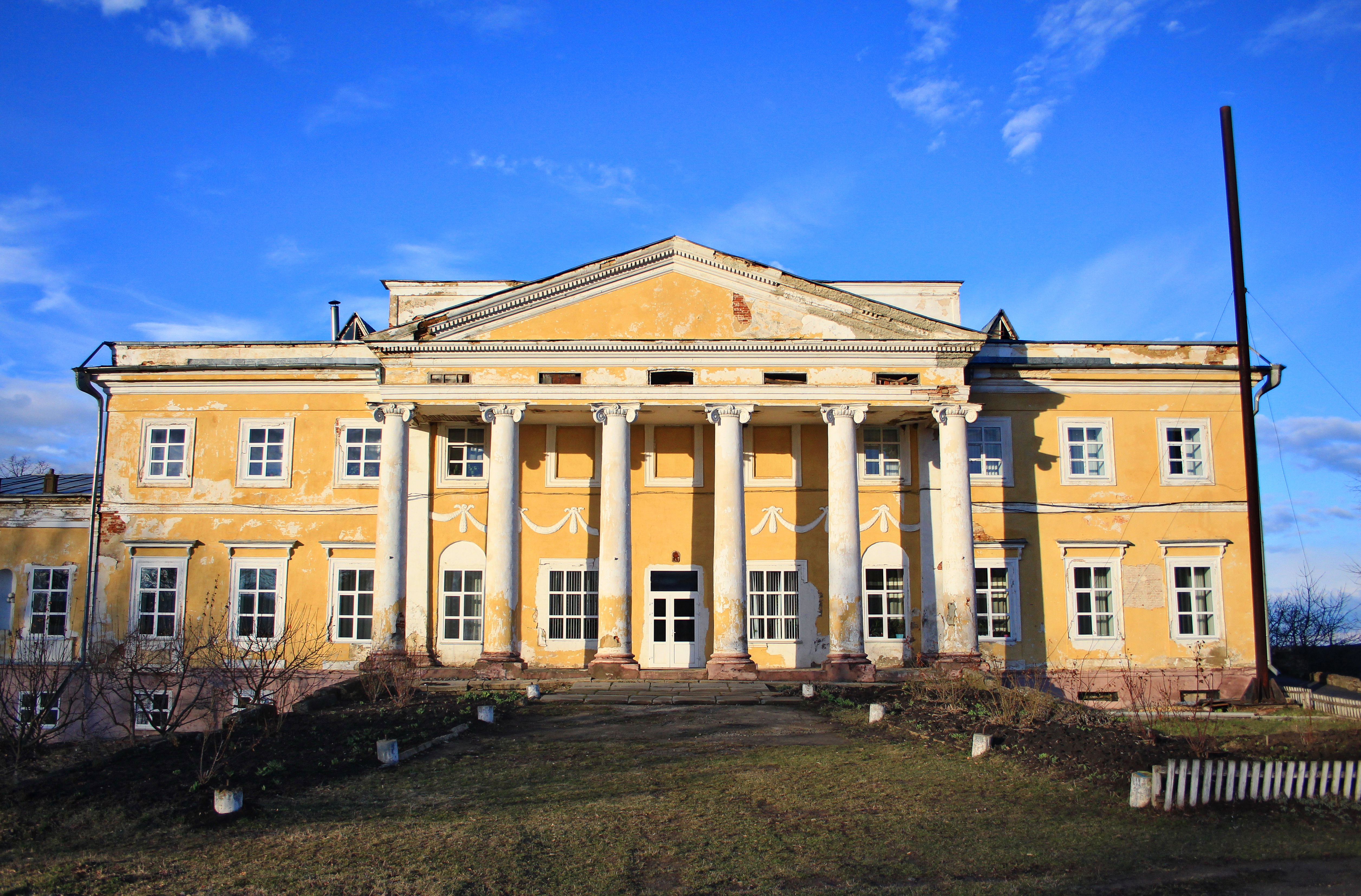
Tschornomynskyj-Palast

Das im 16. Jahrhundert gegründete Dorf hieß bis 1835 Rosbijne (Розбійне)
In der Ortschaft befindet sich mit dem um 1820 vom italienischen Architekten Francesco Carlo Boffo (Франческо Карло Боффо; 1796–1867) in neoklassizistischem Stil erbauten Tschornomynskyj-Palast (Чорноминський палац), ein architektonisches Denkmal. Heute befindet sich in dem von Einheimischen Weißes Haus genannten Palast eine Schule.
Das Dorf besaß bei der Volkszählung 2001 insgesamt 1666 Einwohner.

## Geografische Lage
Die Ortschaft liegt auf einer Höhe von 228 m am Ufer des Sawran, einem 97 km langen, rechten Nebenfluss des Südlichen Bugs, 10 km östlich vom ehemaligen Rajonzentrum Pischtschanka und 140 km südlich vom Oblastzentrum Winnyzja.
Durch das Dorf verläuft die Territorialstraße T–02–25. Die örtliche Zuckerfabrik besitzt eine Bahnstation an einem Werksanschluss zum Schmalspurnetz Hajworon.

## Gemeinde
Am 12. Juni 2020 wurde das Dorf ein Teil der neugegründeten Siedlungsgemeinde Pischtschanka, bis dahin bildete es zusammen mit den Dörfern Kosliwka (Козлівка) und Rybky (Рибки) sowie der Ansiedlung Popeljuchy (Попелюхи) die gleichnamige Landratsgemeinde Tschornomyn (Чорноминська сільська рада/Tschornomynska silska rada) im Osten des Rajons Pischtschanka.
Am 17. Juli 2020 kam es im Zuge einer großen Rajonsreform zum Anschluss des Rajonsgebietes an den Rajon Tultschyn.

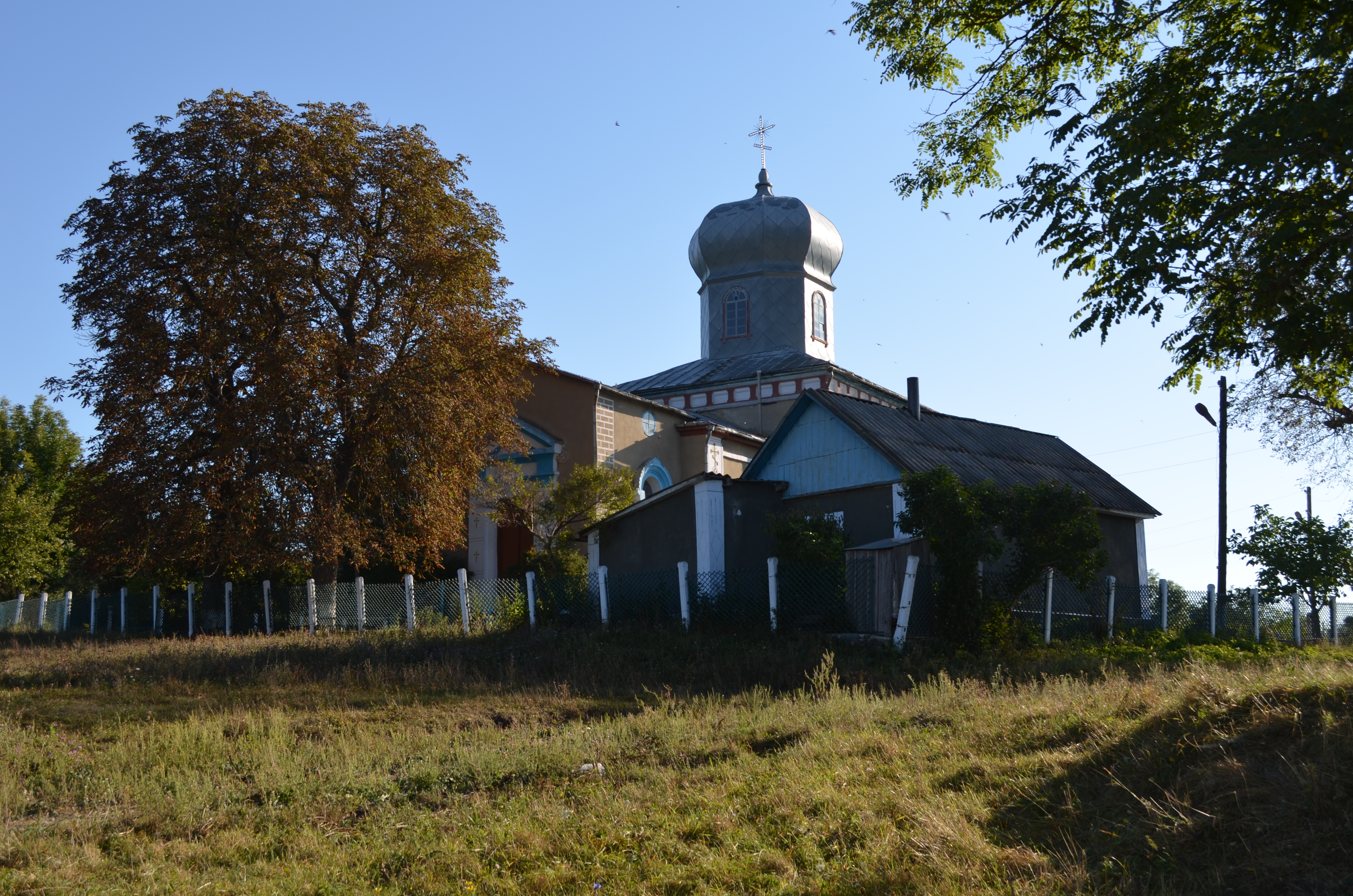
Geburtskirche des Theotokos
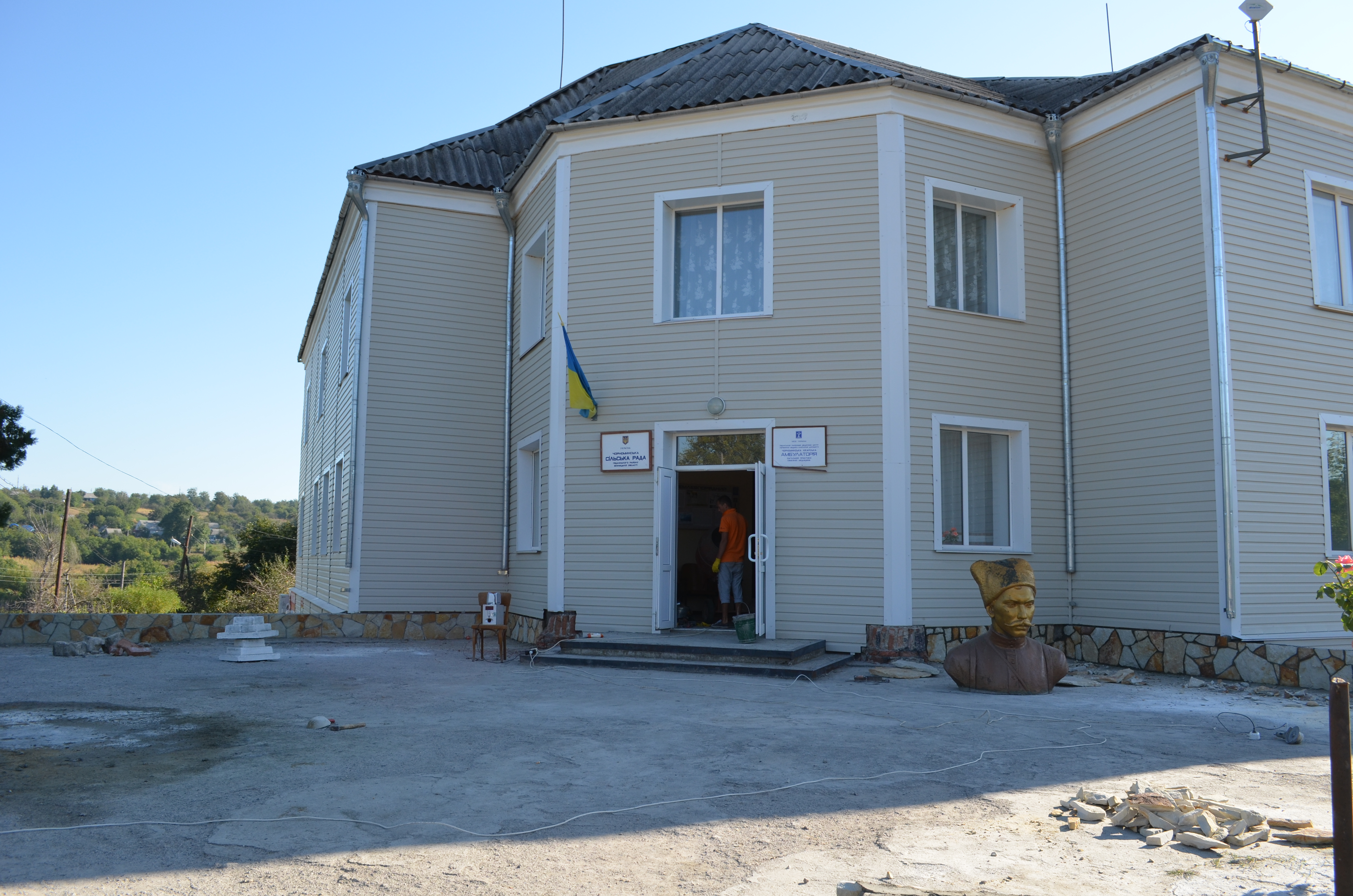
Gemeindehaus
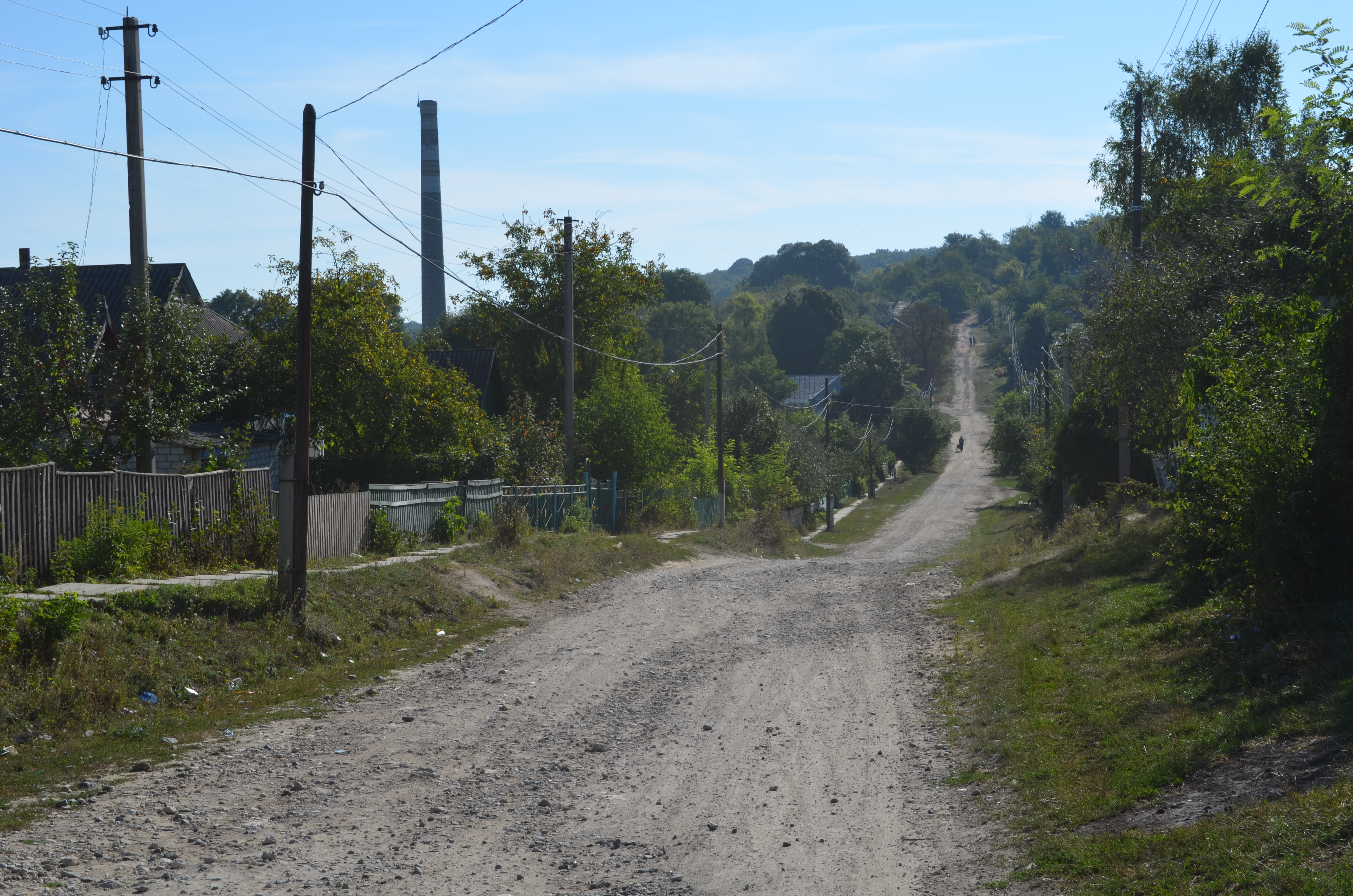
Dorfstraße
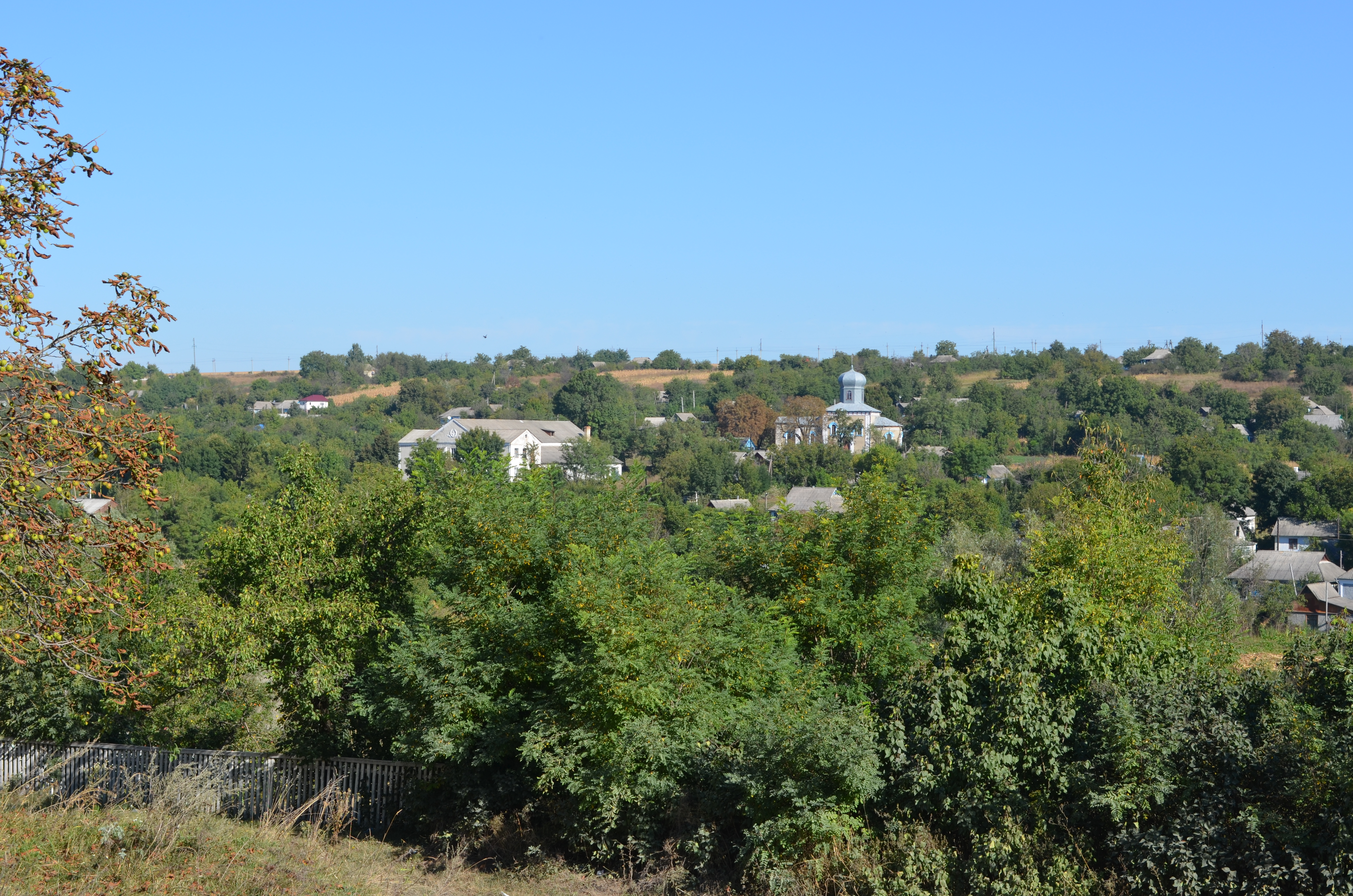
Blick auf das Dorf
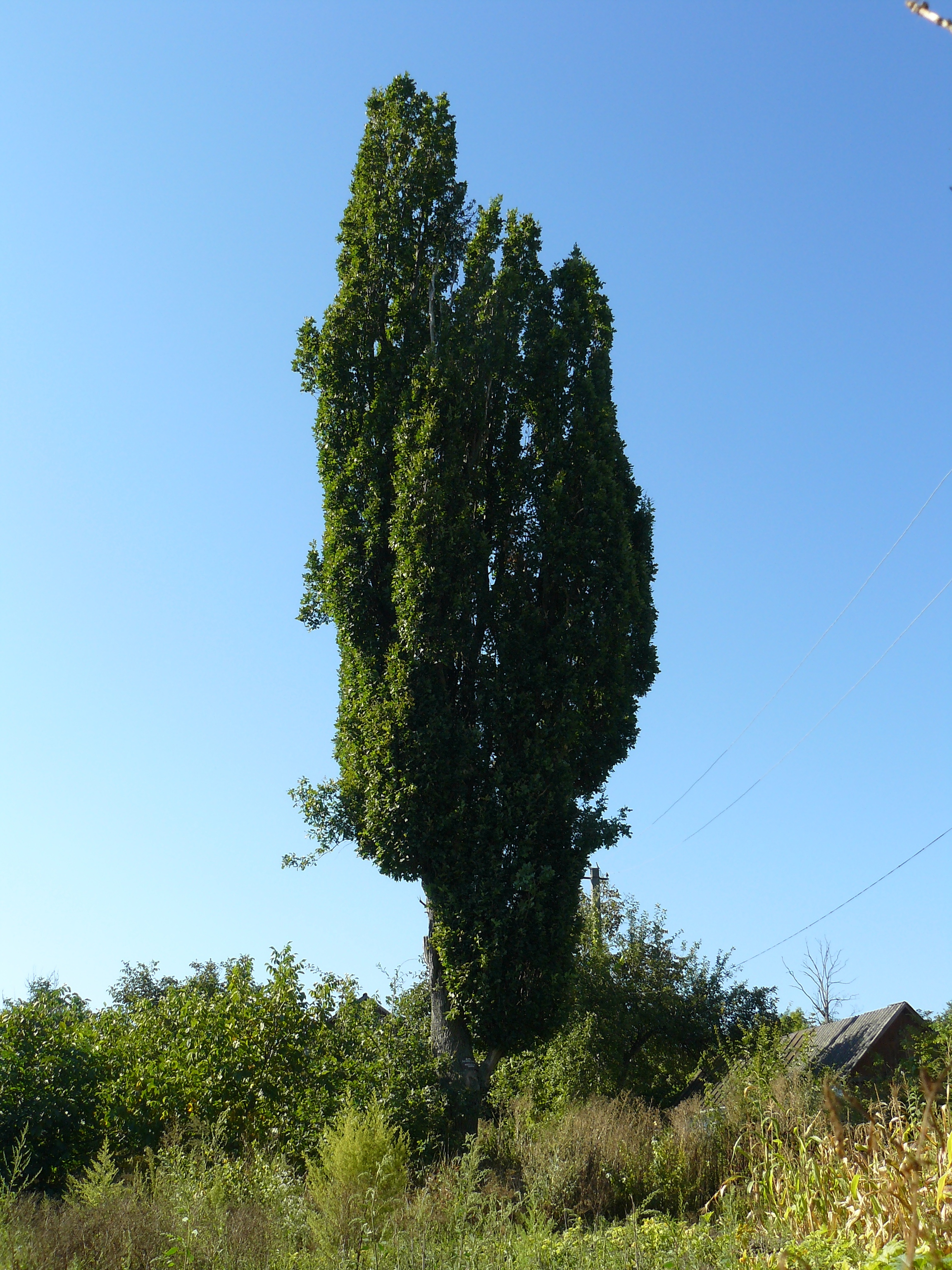
Pyramideneiche (Дуб пірамідальний), botanisches Naturdenkmal